# Tuổi của Trái Đất

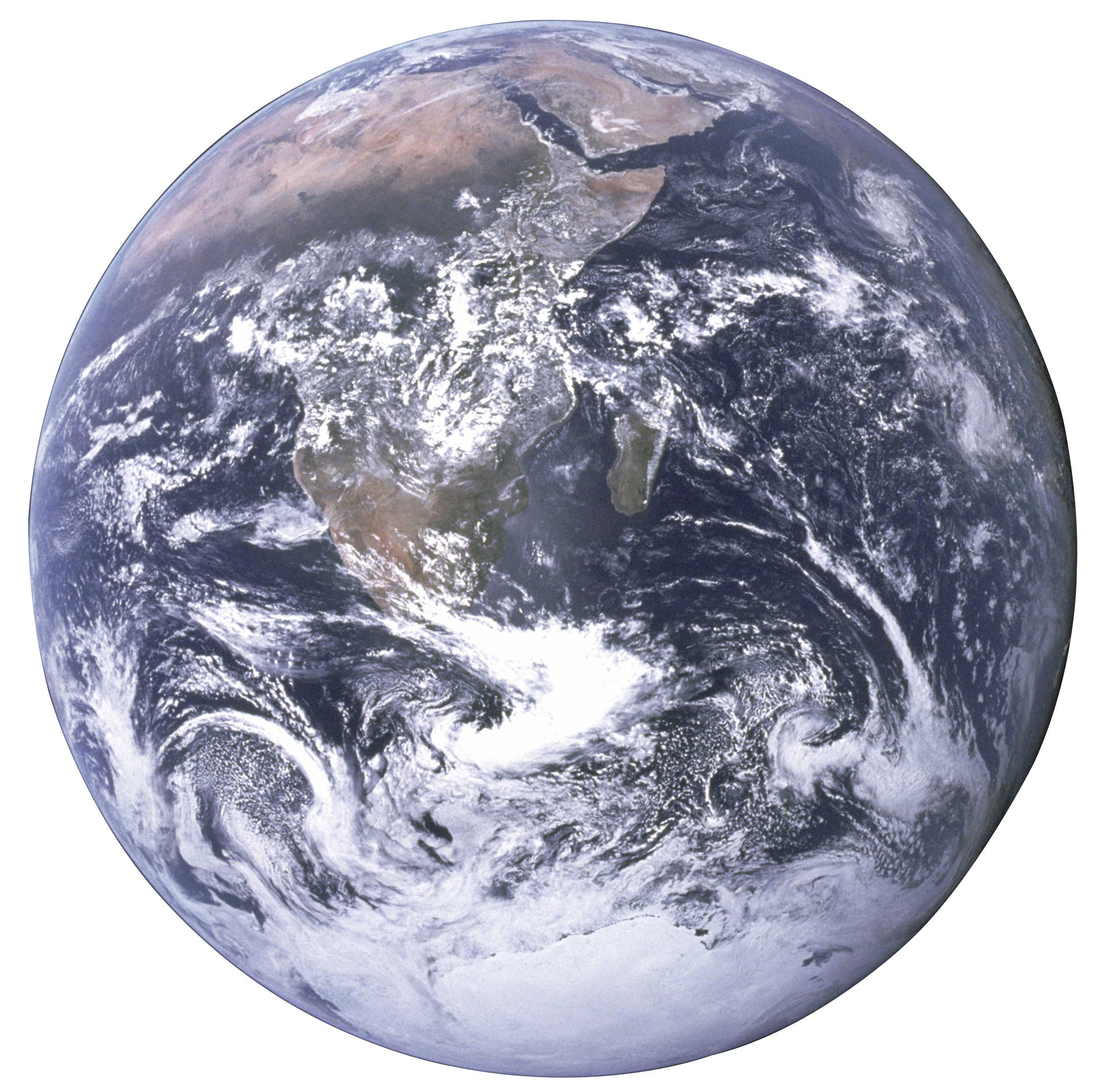
Trái Đất nhìn từ Apollo 17 năm 1972

Tuổi của Trái Đất tính đến hiện tại được ước tính là 4,54 tỷ năm (4,54 × 109 năm ± 1%). Giá trị này được xác định bằng phương pháp định tuổi bằng đồng vị phóng xạ cho các thiên thạch dạng chondrite, và cho vật liệu có tuổi cổ nhất trên Trái Đất đã được biết đến, cũng như các mẫu trên Mặt Trăng.
Sau cuộc cách mạng khoa học và sự phát triển của việc định tuổi bằng đồng vị phóng xạ, các đo đạc hàm lượng chì trong các khoáng vật giàu urani cho thấy một vài mẫu có tuổi hơn 1 tỷ năm. Các vật liệu cổ nhất có các khoáng vật được định tuổi– các tinh thể zircon nhỏ từ Jack Hills thuộc Tây Úc – có tuổi ít nhất 4.404 tỷ năm. So sánh giữa khối lượng và độ sáng của Mặt Trời với phần lớn các ngôi sao khác thì thấy rằng hệ Mặt Trời không thể cổ hơn các đá này. Bao thể giàu Ca-Al (các bao thể giàu calci và nhôm) – là các thành phần rắn cổ nhất trong các thiên thạch, chúng được hình thành bên trong hệ Mặt Trời – có tuổi 4,567 tỷ năm, và là giới hạn tối thiểu của tuổi Trái Đất. Người ta giả thuyết rằng sự bồi tụ của Trái Đất bắt đầu sớm sau sự hình thành các bao thể giàu Ca-Al và các thiên thạch. Do thời gian bồi đắp chính xác của Trái Đất chưa được biết rõ, và các dự đoán từ các mô hình bồi đắp khác nhau dao động trong khoảng từ vài triệu năm đến khoảng 100 triệu năm, vì thế tuổi của Trái Đất khó xác định. Cũng khó xác định tuổi của các đá cổ nhất lộ trên bề mặt, khi chúng là một tập hợp của rất nhiều khoáng vật có thể có tuổi khác nhau. Hiện nay đá Acasta Gneiss thuộc miền Bắc Canada có thể là đá cổ nhất lộ trên mặt đất được biết đến.

## Sự phát triển của các quan điểm địa chất học hiện đại
Các nghiên cứu về địa tầng, sự phân lớp đá và đất, là cơ sở để các nhà tự nhiên học cho rằng Trái Đất có thể đã trải qua nhiều thay đổi trong suốt quá trình tồn tại của nó. Các lớp đá này thường chứa hóa thạch có những đặc trưng mà con người chưa biết được, giúp con người phân tích tiến trình phát triển của sinh vật theo từng lớp một.
Nicolas Steno (thế kỷ XVII) là một trong những nhà tự nhiên học đầu tiên đưa ra mối liên hệ giữa hóa thạch và địa tầng. Những quan sát của ông giúp ông đưa ra những quan điểm về địa tầng học (như quy luật xếp chồng và quy luật phân lớp nằm ngang nguyên thủy). Vào thập niên 1790, William Smith giả thiết rằng nếu có hai lớp đá phân bố ở hai nơi khác nhau có chứa cùng một nhóm hóa thạch thì nó có thể có cùng tuổi. Cháu và sinh viên của William Smith là John Phillips, sau đó đã tính toán theo cách này và cho rằng Trái Đất có tuổi khoảng 96 triệu năm.
Nhà tự nhiên học Mikhail Lomonosov vào giữa thế kỷ XVIII cho rằng Trái Đất đã được tạo ra một cách tách biệt từ phần còn lại của vũ trụ hàng trăm ngàn năm trước đó. Các ý tưởng của Lomonosov chủ yếu là lý thuyết. Năm 1779, Georges Louis Leclerc, Bá tước xứ Buffon đã đưa ra tuổi của Trái Đất sử dụng một thí nghiệm: ông tạo ra một địa cầu nhỏ giống Trái Đất về thành phần và sau đó đo tốc độ nguội lạnh của nó. Ông kết luận rằng Trái Đất có tuổi khoảng 75.000 năm.
Các nhà tự nhiên học khác sử dụng các giả thiết này để lập lại lịch sử Trái Đất, mặc dù mốc thời gian của họ chưa chính xác vì họ không biết mất bao lâu để hình thành nên các tầng đá của địa tầng.

## Các tính toán trước đây

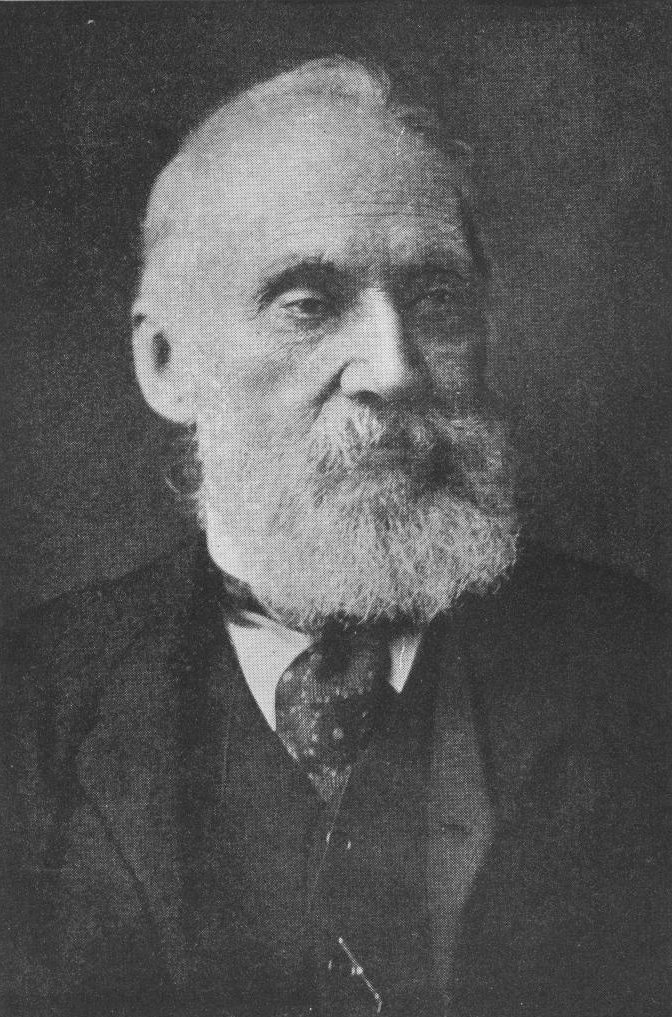
William Thomson (Lord Kelvin)

Năm 1862, nhà vật lý học William Thomson đã tính toán tuổi của Trái Đất vào khoảng 20 đến 400 triệu năm.
Ông giả định rằng Trái Đất được hình thành từ một vật thể hoàn toàn nóng chảy, và xác định rằng nó cần một khoảng thời gian để lớp gần bề mặt nó nguội lạnh như hiện nay. Các tính toán của ông không tính đến nhiệt sinh ra từ hoạt động phân rã phóng xạ hay sự đối lưu bên trong Trái Đất, các quá trình này cho phép nhiệt thóa ra nhiều hơn từ bên trong lòng đất để nung nóng các đá gần bề mặt.
Các nhà địa chất học như Charles Lyell không đồng tình với tuổi của Trái Đất ngắn như thế. Còn các nhà sinh học, thậm chí cho rằng 100 triệu năm còn quá ngắn để chấp nhận được. Trong thuyết tiến hóa của Charles Darwin, quá trình biến đổi di truyền ngẫu nhiên với sự chọn lọc tự nhiên tích lũy cũng cần khoảng thời gian dài. (Theo sinh học hiện đại, tổng thời gian tiến hóa từ khi bắt đầu sự sống đến ngày nay mất 3,5 đến 3,8 tỉ năm, là khoảng thời gian đã qua kể từ khi tổ tiên của tất cả sự sống được ghi nhận qua việc xác định niên đại địa chất.)
Trong một bài giảng năm 1869, Thomas H. Huxley, cho rằng tính toán của Thomson là chính xác như dựa trên giả định sai. Nhà vật lý học Hermann von Helmholtz (năm 1856) và nhà thiên văn học Simon Newcomb (năm 1892) đã đưa ra hai giá trị tuổi theo cách tính của họ lần lượt là 22 và 18 triệu năm: họ tính toán một cách độc lập thời gian cần để Mặt Trời co lại đến kích thước (bán kính) và độ sáng hiện tại từ tinh vân khí và bụi khi nó được hình thành. Các giá trị của họ phù hợp với tính toán của Thomson. Tuy nhiên, họ giả định rằng Mặt Trời chỉ phát sáng từ sự co hấp dẫn. Quá trình tổng hợp hạt nhân này của Mặt Trời đã chưa được khoa học biết đến vào thời điểm đó.
Các nhà khoa học khác cũng sử dụng số liệu của Thomson. Con của Charles Darwin, nhà thiên văn học George H. Darwin, cho rằng Trái Đất và Mặt Trăng bị tách ra vào thời điểm hình thành khi đó cả hai đề nóng chảy. Ông tính thời gian cần để cho ma sát thủy triều đối với Trái Đất hiện tại là 24 giờ. Giá trị ông đưa ra là 56 triệu năm đã bổ sung thêm bằng chứng rằng Thomson đã đi đúng hướng.
Giá trị ước tính cuối cùng của Thomson đưa ra năm 1897 là: "Trái Đất có tuổi hơn 20 và nhỏ hơn 40 triệu năm, và có thể nó gần với giá trị 20 hơn 40". Năm 1899 và 1900, John Joly đã tính toán tốc độ các đại dương tích tụ muối từ các quá trình xói mòn, và xác định rằng các đại dương có tuổi khoảng 80 đến 100 triệu năm..

## Định tuổi bằng đồng vị phóng xạ
Định tuổi bằng đồng vị phóng xạ dùng cho xác định tuổi tuyệt đối (tuổi tính theo độ dài năm thiên văn hiện tại) các loại đá, dựa theo hiện tượng khi đá hóa rắn thì nó chốt lại trong khối các đồng vị phóng xạ, và sản phẩm phân rã không bị thoát mất. Tỷ lệ các đồng vị sản phẩm phản ánh độ dài thời gian từ khi hóa rắn đến nay. Tùy theo giá trị tuổi chờ đợi mà chọn đồng vị đặc trưng dùng cho đo đạc và tính toán.
Để xác định tuổi Trái Đất thì định tuổi bằng đồng vị phóng xạ thực hiện cho đá cổ nhất của Trái Đất được tìm thấy, và đặc biệt là loại thiên thạch gọi là chondrit. Chondrit được hình thành khi nhiều loại bụi và hạt nhỏ đã có mặt từ đầu trong hệ Mặt trời, tụ lại tạo thành các tiểu hành tinh cổ xưa, nhưng là loại tích tụ có kích thước đủ nhỏ để không ở trạng thái tan chảy. Nó được coi là "trầm tích vũ trụ", chốt lại trong nó thông tin về lúc hình thành hệ Mặt trời. Những va chạm đã đẩy các mảnh của tiểu hành tinh chondritic đến Trái Đất, và cỡ 86% thiên thạch thu được ở mặt đất là chondrite .
Nhà địa chất học Clair Patterson là người đầu tiên xác định tuổi Trái Đất với kết quả tin cậy. Sau 6 năm miệt mài nghiên cứu, ông đã có điều kiện để đo đạc lượng chì và urani có trong mẫu thiên thạch sắt và tính ra được tuổi thực của Trái Đất. Kết quả của ông khá chính xác. Hành tinh của chúng ta đã được 4,5 tỉ năm tuổi.
Ngày nay phép định tuổi theo 206Pb/204Pb cho chondrite cho ra tuổi 4566,6 ± 1,0 Ma (triệu năm) , phù hợp với các kết quả định tuổi khác, và được coi là giá trị cao nhất của tuổi các hành tinh, do các hành tinh cần thời gian dài hơn để tích tụ.